# Nico Graf

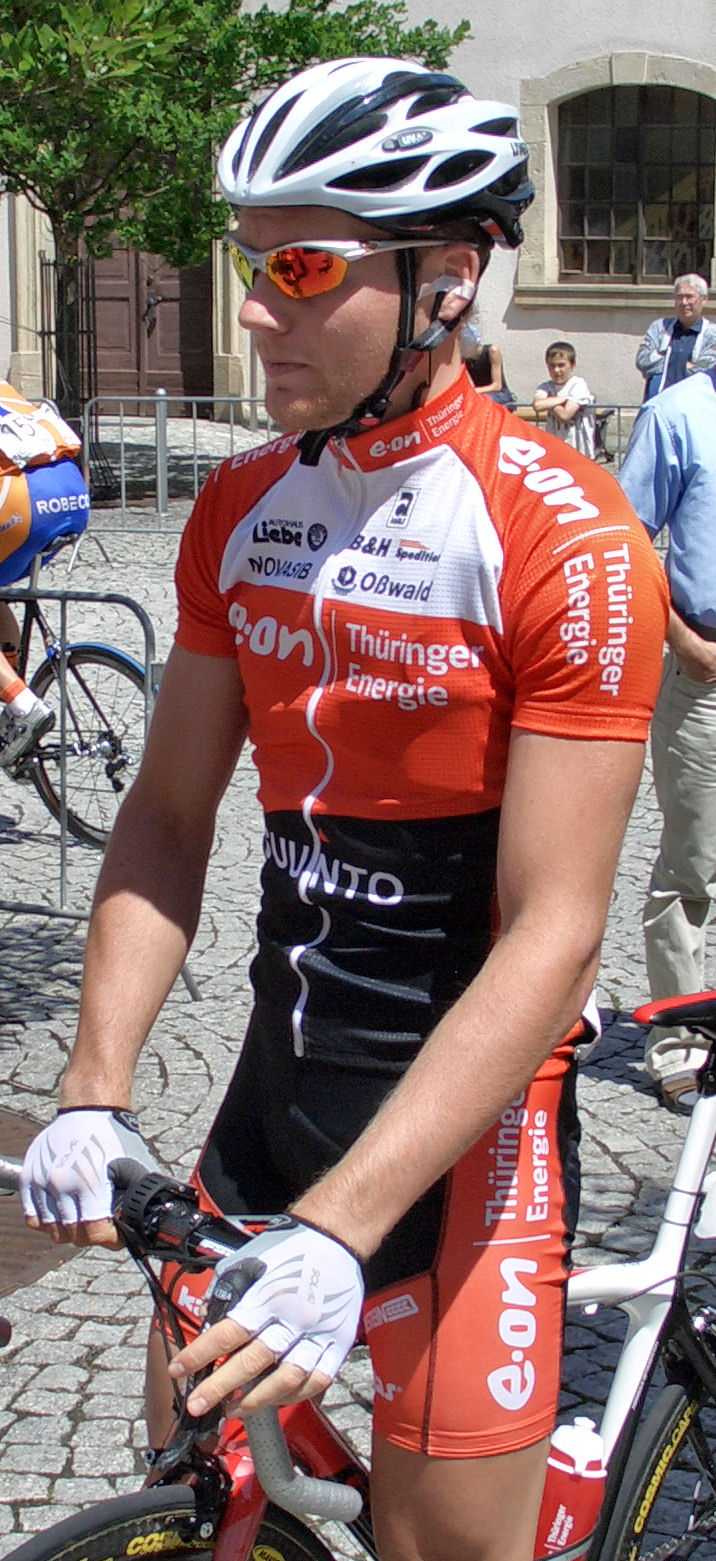
Nico Graf, 2007

Nico Graf (* 2. Mai 1985 in Villingen-Schwenningen) ist ein deutscher Radrennfahrer.

## Karriere
Nico Graf wurde 2002 Dritter bei der Trofeo Karlsberg und gewann somit die Wertung des besten Jungfahrers. Im selben Jahr wurde er deutscher Straßenmeister in der Junioren-Klasse. Im folgenden Jahr gewann er eine Etappe bei der Niedersachsen-Rundfahrt der Junioren und wurde Gesamtdritter. Graf war von 2004 bis 2007 Mitglied der deutschen U23-Nationalmannschaft. 2006 wechselte er zu dem deutschen Thüringer Energie Team. In seinem ersten Jahr dort gewann er eine Etappe beim Grand Prix Tell. 2007 war er auf einem Teilstück des „FBD Insurance Rás“ in Irland erfolgreich. 2008 fuhr Graf für das schweizerische Team Atlas Romer’s Hausbäckerei, wo er seine internationale Karriere beendete.

## Erfolge
2001
- Deutscher Straßenmeister (Jugend)

2002
- Deutscher Straßenmeister (Junioren)

2006
- eine Etappe Grand Prix Tell

2007
- eine Etappe FBD Insurance Rás

## Teams
- 2006–2007 Thüringer Energie Team
- 2008 Atlas Romer’s Hausbäckerei